# Ven, devórame otra vez
«Ven, devórame otra vez» és un senzill de 1988 escrit pel dominicà Palmer Hernández i interpretat pel porto-riqueny Lalo Rodríguez. La cançó destaca pel contingut sexual explícit de la lletra en el període de la salsa romàntica.
La cançó va aconseguir el top ten als Hot Latin Tracks aconseguint el lloc número 10. En la primera edició dels premis Lo Nuestro, el 1989, va ser guardonada amb la distinció Cançó Tropical de l'Any.
Aquesta cançó és un èxit versionat per diversos artistes, entre els quals destaquen Regina Do Santos, Eddie Santiago, Azúcar Moreno, Lucero, Pitingo i Shakira.